# 瀑赛尔错
瀑赛尔错（藏語：སྤོབས་སེར་མཚོ།，威利转写：spobs ser mtsho，THL：Popser Tso，藏语拼音：Bobsêr Co）位于中国西藏自治区那曲市双湖县境内，地处双湖县南部。湖面海拔4586米，面积18.3平方公里。湖区气候干寒，年均气温-4℃，年均降水量250毫米。湖水主要依靠泉水补给，集水区面积831.7平方公里。